# Српске земље у раном средњем веку
Појам Српске земље у раном средњем веку обухвата историју српских земаља током раног средњег века, у ширем временском распону од 6. до 12. века.

## Просторни и временски оквири
Према писању византијског цара Константина VII Порфирогенита (De administrando imperio) Срби су се на Балканском полуострву населили између обала Јадранског мора и реке Саве. Дуж морске обале Срби су населили све крајеве између ушћа Цетине и ушћа Бојане‚ а у унутрашњости приближно између Врбаса и долине Ибра и Мораве. Границу између Срба и Хрвата чиниле су хрватске пограничне жупе: Имота (Имотско), Цетина, Ливно и Плива. На тим просторима, Срби су створили више области у приморју и залеђу. Границу између приморских области и залеђа тј. Србије како је назива Порфирогенит чинили су планински венци који формирају развође јадранског и црноморског слива.
На шири просторни опсег српских земаља у раном средњем веку први је указао франачки хроничар Ајнхард, који је у својим Аналима франачког краљевства (лат. Annales Regni Francorum) забележио, под 822. годином, да су Срби народ који држи велики део Далмације (лат. ad Sorabos, quae natio magnam Dalmatiae partem obtinere dicitur).

## Приморске области (Поморска Земља)
У средњовековним изворима, све српске приморске области називане су заједничким именом Поморска Земља. Овај појам су током средњовековног раздобља употребљавали како српски владари, тако и црквени достојанственици.

### Неретљанска област
Неретљанска област (коју су Византинци називали и "Паганија") простирала се од ушћа реке Цетине до ушћа реке Неретве укључујући и острва Брач‚ Хвар‚ Корчула и Мљет.
Чинили су је жупе:
- Растока (данашњи Расток на истоименом језеру код Вргорца)
- Мокро (од Вруље до Подгоре) у приморју и
- Дален (око данашњег Томиславграда) у залеђу.

У њој су се налазили утврђени градови:
- Мокро (Макарска)
- Верула (Вруља)
- Острок (3аострог)
- Славинец (Градац)

### Захумље
Захумље се простирало од ушћа реке Неретве до Дубровника са стонским полуострвом (Пељешац). Чинили су га жупе:
- Стон
- Зажабље
- Попово у приморју и
- Дубрава
- Дабар у залеђу.

У њему су се налазили утврђени градови:
- Бона (данашњи Благај на Буни)
- Хум
- Стон
- Јосли (данашње Ошље)
- Галумајник (данашње Глумине на Требишњици)
- Доброскик (Дабар?)

### Травунија (саКонављем)
Травунија се простирала од Дубровника до Бока которске.
У њој су се налазили утврђени градови:
- Травунија (данашње Требиње)
- Ормос (данашњи Врм на Требишњици)
- Рисан
- Лукавец
- Зетлив или Затлебље

### Дукља
Дукља (од почетка 12. века се за ову област већином користи назив Зета) се простирала од Боке которске до ушћа реке Бојане. Назив Дукља, добила је по античком граду Доклеји, код данашње Подгорице. Други назив-Зета је добила по реци Зети. У 10. веку постаје кнежевина, али је падом македонске државе потпала под византијску власт. У њој су се налазили утврђени градови:
- Градец
- Новиград
- Лонтодокла

Током 11. века Дукљи су придружене Рашка и Босна. Дукљански кнез Стефан Војислав настојао је да се ослободи византијске власти. Зато је 1035. године дигао устанак. Византијска војска угушила је тај устанак, а Стефана Војислава одвела у заробљеништво. Међутим, он није хтео да буде затворен. Побегао је из затвора и поново се сукобио са Византијом. Показао се као мудар и спретан војсковођа. Пустио је Византинце да пљачкају равнице, али их је у јесен 1042. године сачекао у планинским кланцима. Мало се византијских војника спасло бекством. Један византијски хроничар пише: „Био је то тужан и суза достојан пример.“ После ово победе Дукља стиче независност. Створена је самостална држава која се простирала од Бојане до Неретве. Дукљански владар Михаило Војислављевић је 1077. године од папе из Рима добио краљевску круну. Папа је хтео да владара Михаила придобије. У томе није успео. Дукља је постала краљевина и на тај начин добила међународно признање.
Михаила наслеђује његов син Константин Бодин. За време његове владавине Дукља је поред Рашке, обухватала области Травуније и Захумља, па затим и Босна. Након смрти овог владара почетком 12. века долази до свађа међу члановима владарског рода, а затим отцепљење Босне и Рашке.

## Области у залеђу

### Србија (у чијем је саставу и Босна)
Србија се простирала од реке Врбас на западу до долина Ибра, Груже, Љига, Јадра и Дрине на истоку. Северну границу чинила је река Сава док се на југу наслањала на српске области у приморју (Неретљанску кнежевину, Захумску, Травуску и Дукљанску). У саставу Србије се налазила и област Босна (грч. χωρίον Βόσονα / земљица Босна).
У њој су се налазили утврђени градови:
- Достиника (или Достиник, негде између данашње Сјенице и Пријепоља)
- Чернавуск (??Црна Стена??, у близини Милешеве)
- Међуречје (изнад ушћа Праче у Дрину код Горажда)
- Дрежник (изнад Великог Рзава или Пљевља)
- Лесник (на Дрини)
- Салинес(тј. Соли, данашња Тузла), а у оквиру Босне:
- Катера (грч. Κάτερα, вероватно Которац у данашњем Источном Сарајеву)
- Десник (грч. Δεσνήκ, убикација је неизвесна, предложена су разна решења)